# Navel (orange)
Pour les articles homonymes, voir Navel.
Variété
Classification phylogénétique
La navel est une variété d'oranges caractérisée par la croissance d'un deuxième fruit à l'apex, qui ressemble à un nombril (navel, en anglais) et peut dépasser légèrement. Le fruit est gros, d'une belle forme ovale, la pulpe est plus colorée que celle d'une orange blonde et souvent sans pépins.

## Syncarpie
Les oranges navel sont un groupe d'oranges syncarpiques: les carpelles de la fleur présentent des divisions longitudinales qui entrainent la syncarpie ou soudure d'un fruit secondaire. Ce phénomène qui survient accidentellement chez de nombreux fruits (prunes, poires, bananes, etc.) et chez d'autres agrumes (citrons, pamplemousses, tangors) est systématiquement recherché chez ces oranges qui sont stériles (sans pépins).

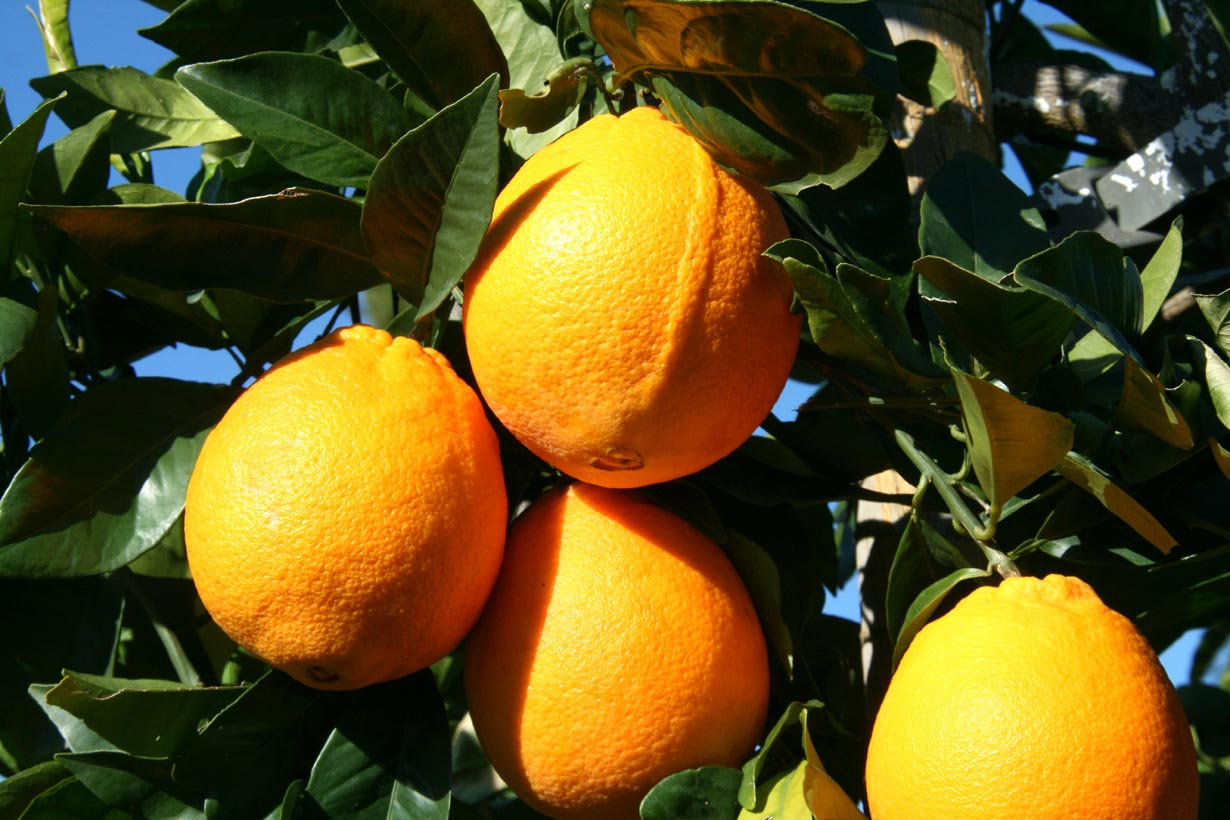
Les navel sont sujettes aux instabilités de développement (L. Trabut). Xénie sur Navelina.

L'orange navel développe un fruit secondaire sous la forme d'un verticille secondaire à l'intérieur du verticille du carpelle primaire lorsque le bouton floral mesure 1,5 à 2 mm de longueur et avant l'anthèse. Un fruit secondaire croit avec un retard de 2 semaines sous forme de protubérance tissulaire qui prend la forme d'excroissance de carpelle secondaire (petite orange difforme de taille plus ou moins grande) mais peuvent aussi former des placentas anormaux.
Elle dériveraient d'un mutant de bourgeon d'une orange du Portugal 'Selecta' sélectionné au début des années 1800 à Bahia. Louis Trabut (1923) décrit la syncarpie comme fréquente, il en observe à Alger sur un oranger à sanguines fortement élagué, et une autre à la ferme Zatima avec un nombril bien caractérisé et une petite orange bien conformée incluse. Les oranges navel sont sujettes aux mutations de bourgeon (mutation gemmaire), les introducteurs américains (1918) notent une importante variabilité des greffons de leurs premières cultures.

## Histoire
F. S. Davies écrit que la mutation syncarpique d'oranges douces a dû se produire plusieurs fois dans divers endroits du monde. Il cite ce fruit cultivé en Chine au moyen-âge. Giovanni Battista Ferrari (1646) décrit une orange syncarpique (qui porte un autre fruit). Gallesio interprète la 'bigarade à fruit fétifére' comme une monstruosité résultant d'un excès de fécondation.

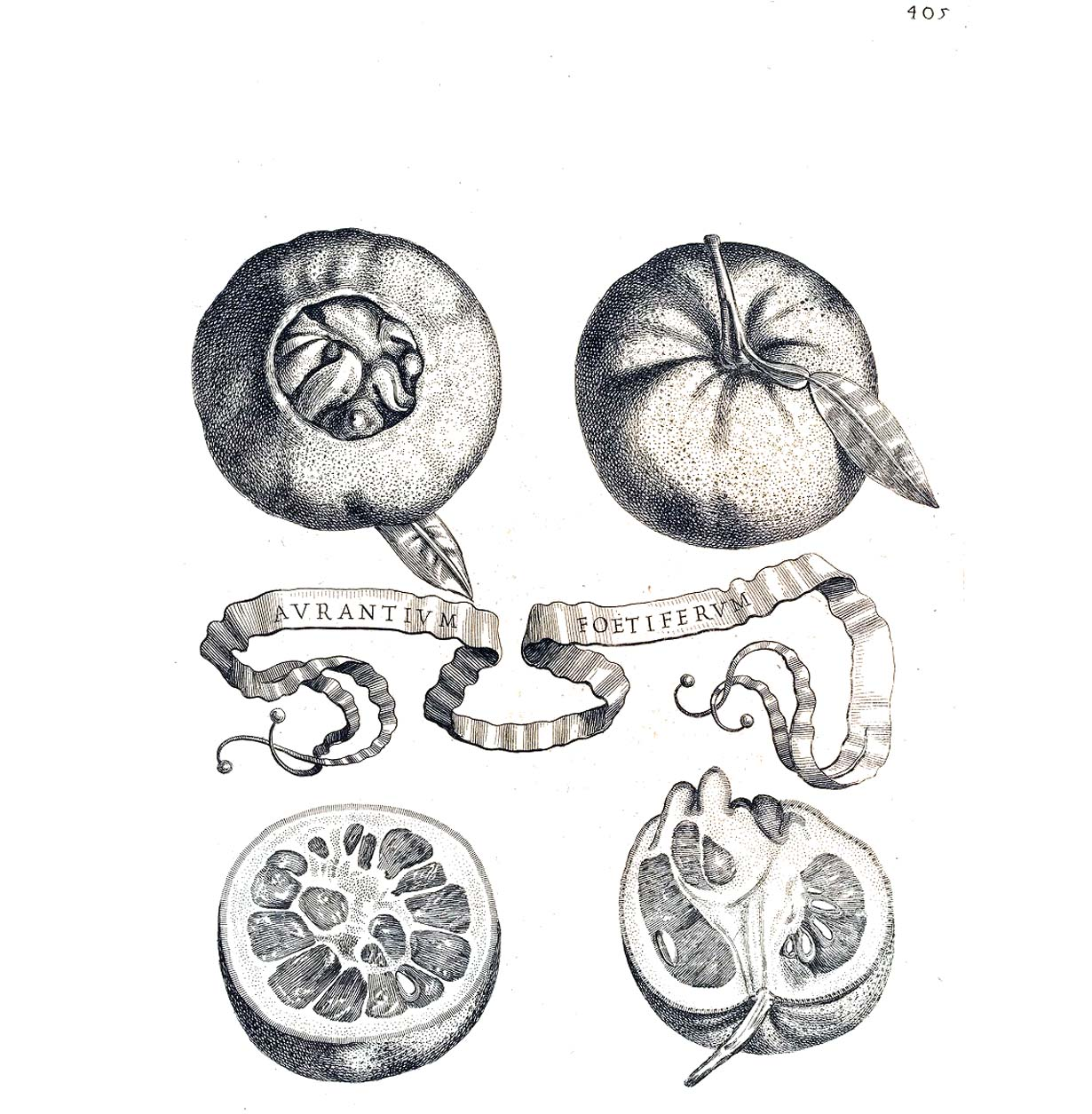
Syncarpie chez une orange par Giovanni Battista Ferrari (1646) BnF

Inácio José de Macedo (1834) écrit : « À Rio de Janeiro, en plus de l'orange de Chine, il y a la meilleure orange 'Selecta', qui est beaucoup plus grosse, plus juteuse et plus sucrée que celle de Chine. À Bahia, à une courte distance de la ville, est née la très populaire des très grosses oranges nommée orange nombril [nomeno da laranja de embigo] belles, juteuses et sans pépins ». Umbigo signifie nombril en portugais. Le lieu exact est le bairro do Cabula son nom local était laranja do Cabula, elle était largement diffusée.  
L'orange brésilienne Imbigo décrite par Risso et Poiteau dans Histoire naturelle des orangers (1818-1822) n'a pas les caractéristiques d'une navel. En 1820 des oranges navel étaient cultivées en Espagne et au Portugal. En 1839, la revue britannique The Gardener's Magazine publie une liste d'agrumes brésiliens «obtenue à la Quinta dos Lazaros, à Bahia [ ]. La Laranja de Embigo (orange sans pépins) est certainement la meilleure; or, les gens qui ont goûté de bonnes oranges à Malte ou au Portugal, n'en mangent pas au Brésil, sauf avec du sucre». J. M. Caminhoá (Elementos de botanica geral e medica) en fait une description botanique en 1879.

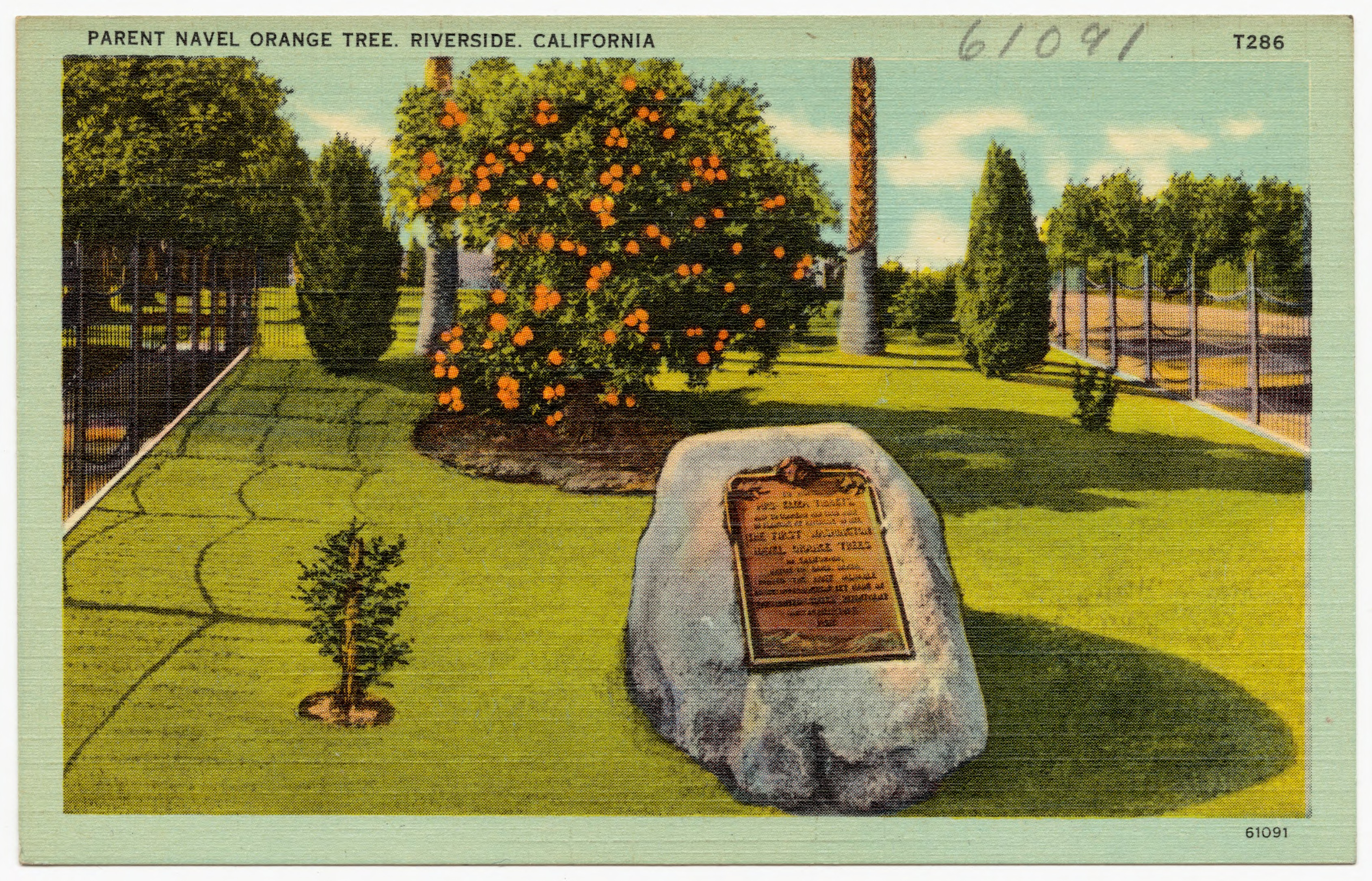
Pied-mère des orange navel à Riverside

En 1870, M. Schneider, missionnaire presbytérien qui avait été intrigué par ces oranges et avait envoyé du Brésil 12 boutures à William Saunders de l'USDA à Washington dont Eliza Tibbets était la voisine. Les oranges navels ont été introduites en Californie en 1873, Eliza Tibbets plante deux boutures de l'arbre à Riverside, en Californie, où le fruit prend le nom de 'Wart navel', 'Riverside navel' et 'Washington navel'. L'absence de pépins et un longue période de production de décembre en Floride à janvier-juillet en Californie provoquent un immense succès commercial et les navels se propagent à d'autres pays.
En 1901, le Conseil supérieur de gouvernement d'Algérie écrit:  «Bahia ou Washington Navel, orange sans pépin est aujourd'hui considérée comme le type le plus parfait des oranges douces, elle est très recherchée sur tous les marchés et payée beaucoup plus cher que toutes les autres oranges, sa culture s'est beaucoup étendue en Amérique et dans les colonies anglaises, elle mérite de prendre une place importante dans les orangeries algérienne». En 1904, elle est massivement plantée en Italie ; en 1910 en Espagne.
En 1919 elle a été introduit du Japon en Chine (Pingyang, Huangyan et Shipu à Xiangshan, Zhejiang) puis en 1928 et 1939 à nouveau introduite depuis les Etats-Unis. De nos jours la Chine est le dernier pays où l'orange navel se développe rapidement (Jiangxi, Sichuan, Hunan, Hubei, Hainan, Yunnan et Guangxi), ce pays aurait le plus grande superficie plantée en navel, en compétition avec le Brésil et les États-Unis.

## Dénomination

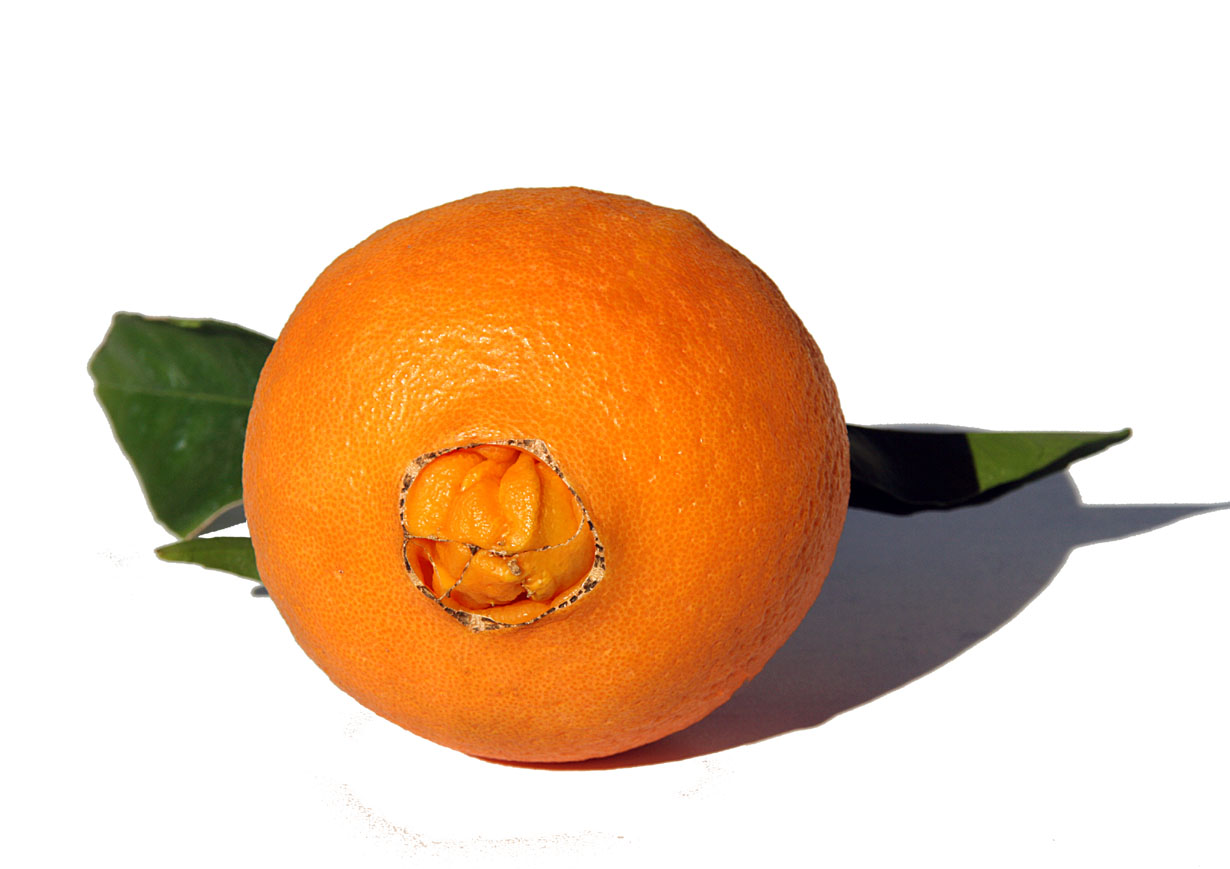
Nombril d'une Navelina

En 1926, Tanaka décrit Washington navel dans le Bulletin des Sciences de la Faculté Terkultura Kjusu, d'où son nom admis Citrus sinensis (L.) Osbeck var. brasiliensis Tanaka . En 1943, Chevalier la nomme var. brasilensis Hort.
Le portugais nombril (laranja de umbigo) est repris dans de nombreuses les langues : chinois 脐橙 (Qí chéng) orange nombril, japonais ネブルオレンジ (Nēburu orenji), polonais pępek pomarańczowy, l'anglais navel en  espagnol naranja navel, en allemand Orangefarbener nabel. En italien les deux formes Navel et arance con l’ombelico sont admises.

## Description

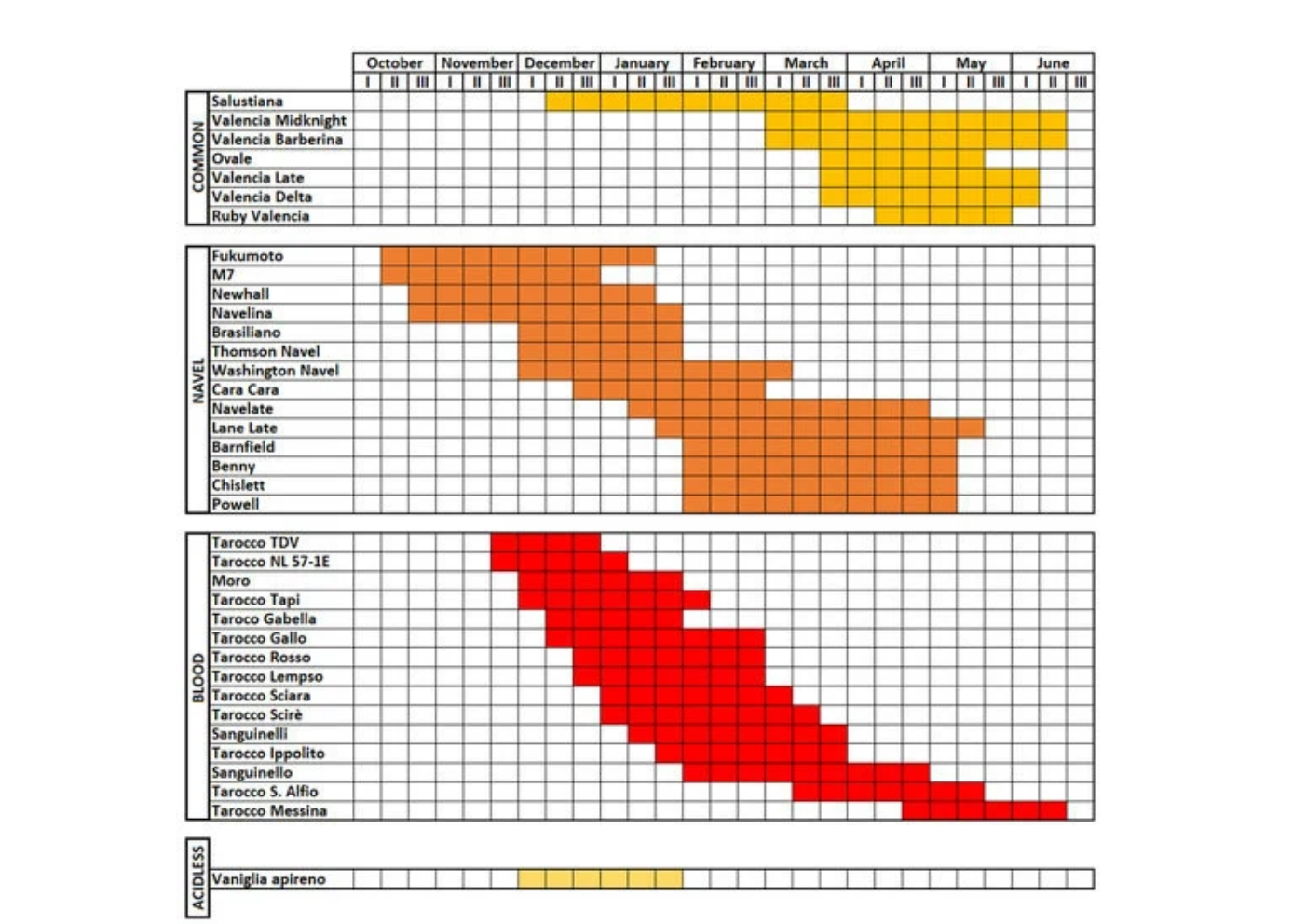
Maturité des oranges navel comparée aux communes et aux sanguines

Les cultivars d'orange navel sont des oranges qui couvrent la pleine saison des oranges : de fin octobre à fin avril en climat méditerranéen. Les fruits tiennent longtemps sur l'arbre et permettent de récolter des oranges tout l'hiver. Ces fruits sont appréciés pour leur douceur : on sait depuis la publication de Lun Wang et al. (2021) que le gène RAE1 connait des pics d'expression chez 'Newhall'  à 240 et 270 jours après l'anthèse, qui provoquent une diminution de l'acidité des fruits.
Les fruits sont gros (140 à 300 g, correspondant à la demande du marché) même si les sécheresses engendrées par le changement climatique réduisent le calibre des fruits et les quantités produites spécialement dans le Jiangxi.

### Culture
L'orange navel est affectée par l'éclatement (fissures du fruit), problème qui a à voir avec la chaleur, l'irrigation et la fertilisation. Le Ministère de l'Agriculture espagnol note à propos des oranges navel un fort besoin en eau et en engrais ; la résistance au froid est moyenne (les 10 cultivars plantés en Espagne et au Portugal produisent de mi-octobre à fin mai). En Chine, la moyenne annuelle des pluies dans la zone de culture est 1 600 mm. Dans le sud-est du Tibet, elle supporte jusqu'à 1 500 m d'altitude.

### Qualité gustative
La syncarpie n'affecte pas les qualités organoleptiques du fruit qui sont celles des oranges blondes brésiliennes. Le goût est délicieux, l'absence de pépins, la richesse en vitamine C et en minéraux et les prix bas sont attractifs. Selon des tests américains les principaux facteurs sensoriels d'appréciation du public sont la douceur, la saveur générale, l'acidité, la saveur fruitée et la jutosité. Le niveau d'acidité est habituellement faible (<1 %) et celui de sucre moyen (un peu plus de 10 °brix) ce qui donne un rapport SST/acide assez élevé (de 10 à 11 %), mais les Newhall IGP d'Algarve sont beaucoup plus sucrées (12,5 °brix minimum).
En début et en moyenne saison uniquement l'amertume du jus peut poser problème à la différence des Valencia. La concentration de Limonoate A-Ring Lactone baisse à partir d'août mais celle du Limonine-glucoside est encore élevée lors de la récolte, ce qui après une période d'oxydation donne un gout amère. Ce gout n'existe pas dans le jus fraichement pressé, il faut quelques heures pour que l'amertume apparaisse. C'est pourquoi des traitements sont nécessaires pour le jus de longue conservation.
En Chine, les fleurs abondantes sont utilisées pour fumer du 芸香茶 (yúnxiāng chá), thé de rue utilisé en ethnomédecine ; sa peau est utilisée pour faire du vin.

## Cultivars
Tout aussi hétérozygote que l'orange commune les oranges navel donnent de nombreux mutants. Les plus populaires sont 'Fukumoto', 'Newhall' et 'Navelina', 'Washington Navel' ou 'laranja-Bahia' dans le monde lusophone est largement rependue. 'Chislett', 'Powell', 'Lane Late' plus tardives, 'Barnfield' et 'Benny'. La Chine a réalisé une sélection de cultivars adapté à ses conditions de culture:  l'orange d'automne Fengjie, la Fengjie de Chongqing, la n° 9 de Meishan (Sichuan) la n° 4 de Changning, la Robertson n° 35 de Zigui (Hubei).

### Périodes de maturité
Les navel précoces sont 'M7', 'Navelina', 'Newhall' (une des plus précoces cultivées dans la péninsule Ibérique depuis son introduction en 1966), 'Buckeye', 'Skaggs Bonanza' (une navel à peau fine qui se récolte 2 semaines avant Washington navel), Palmer est une sélection sud-africaine (1950) hâtive extrêmement douce (16 ° brix). Les pleine saison sont Washington Navel et Thomson. Les tardives sont Lane late, Navelate, Powell et Barfield. Une étude chinoise (2017) a montré qu'il est possible de sélectionner la navel mûre à partir de la couleur de sa peau (indices multispectraux). Ainsi, l'imagerie à transmission hyperspectrale peut contribuer à optimiser la récolte.

#### Navelina
L'orange californienne Smith's Early (1910) a été introduite en Espagne en 1933. Les sélectionneurs espagnols ont amélioré la variété à tel point qu'elle a été réintroduite en Californie depuis l'Espagne en 1990 avec son nom espagnol : Navelina. Le nom est dû à la forme quasi naine de l'arbre à tendance pleureur. 

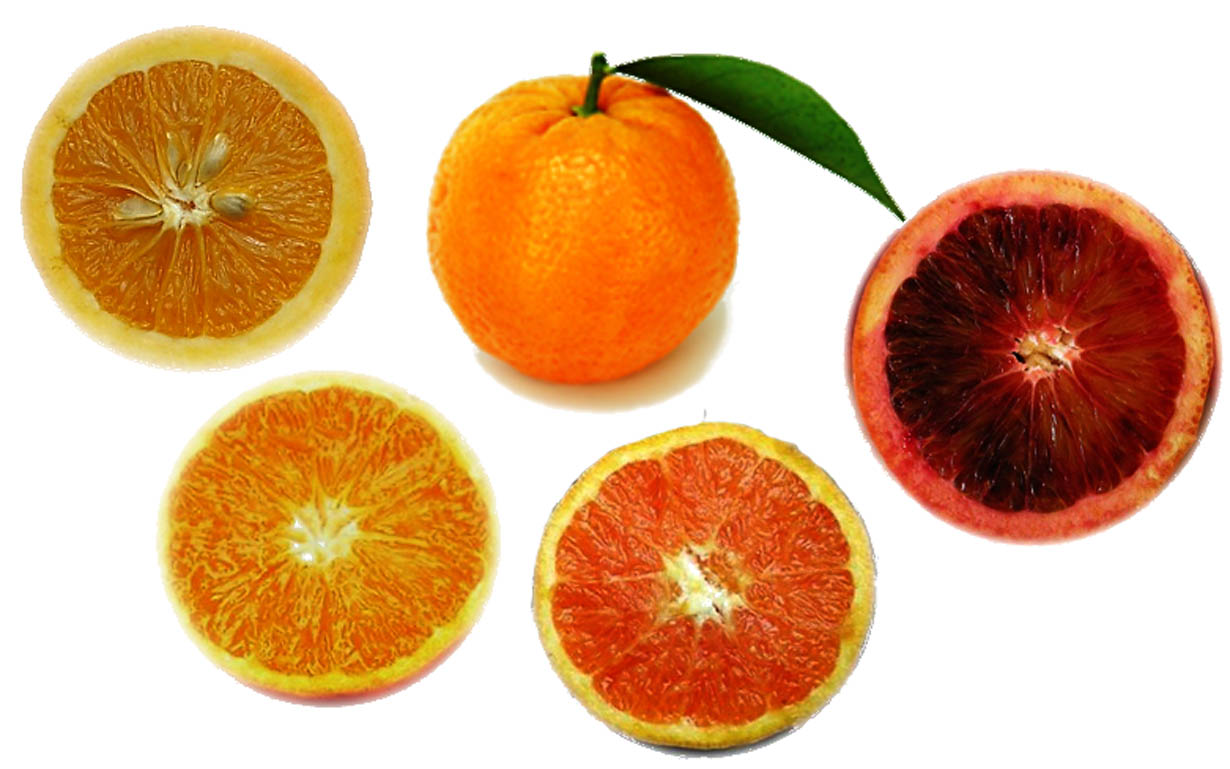
Couleur des oranges à gauche Parson Brown, au centre Washington Navel et Cara Cara Navel. A droite sanguine Moro

#### Golden Buckeye
Variété hâtive originaire de Californie, signalée car citée comme une des meilleures oranges.

#### Washington navel
Laranja-da-baía est le nom portugais original de cette orange qui est devenue la mère des nombreux cultivars actuels grâce à l'expansion de sa culture en Californie après 1870. L'orthographe portugaise est Bahia mais l'usage est maintenu de conserver le traditionnel Baia.
Washington sanguine, encore appelée Grosse sanguine ou Navel sanguine, excellente tenue au transport, autrefois largement cultivée au Maroc.

### Variétés pigmentées

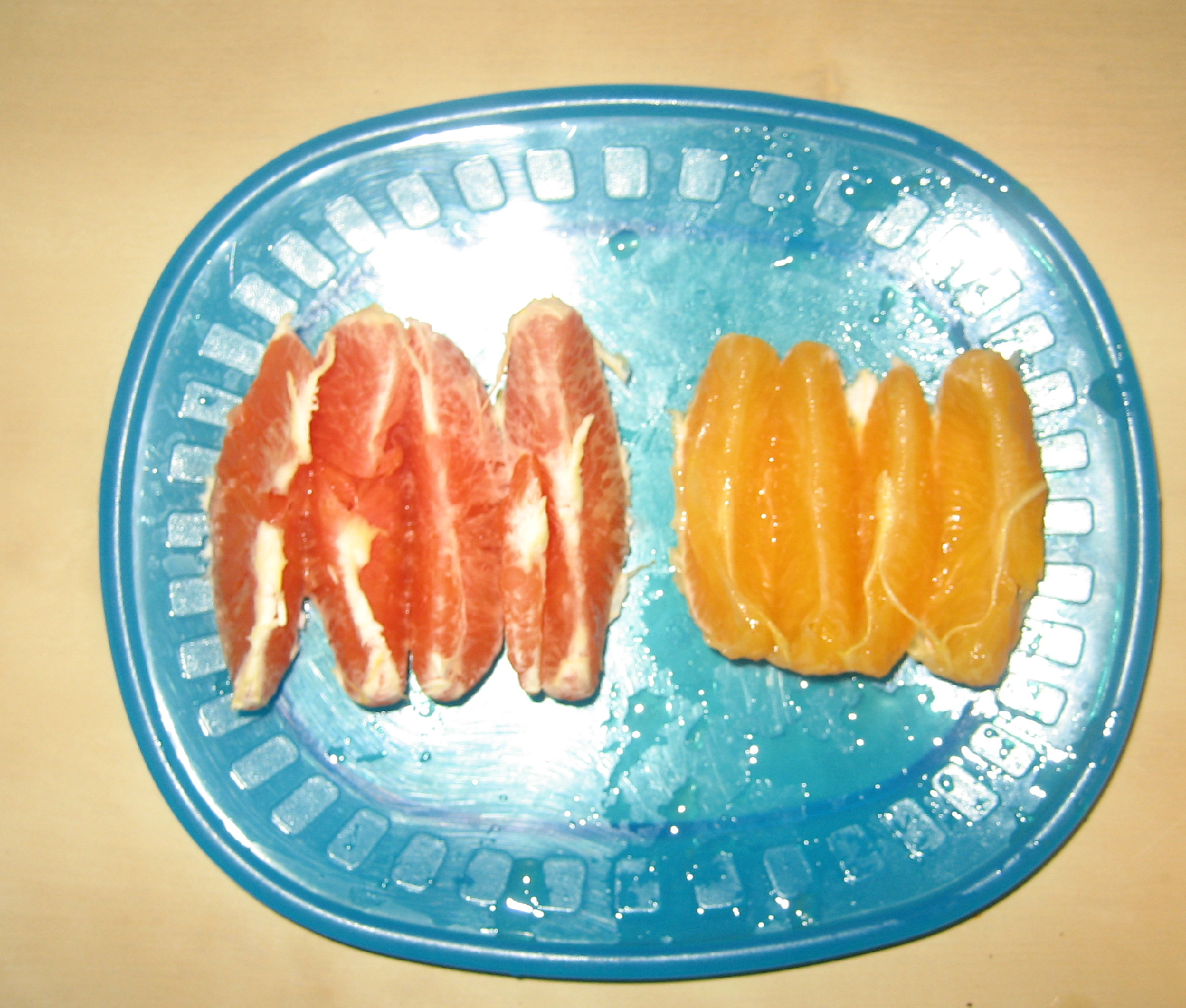
Tranches d'orange Cara Cara
(à gauche).

Les oranges Cara Cara (également appelées « navel rouges ») sont une variété d'oranges navels cultivée principalement au Venezuela, en Afrique du Sud et dans la vallée de San Joaquin en Californie. Elles sont  peu acides, le fruit contient très peu de limonine avec une écorce orange vif semblable à celle des autres navels, mais leur chair est d'un rouge rosé distinctif dû à une accumulation de lycopène qui les distingue des oranges sanguines. Elles ont été découvertes à l'hacienda Cara Cara à Valence, au Venezuela, en 1976.

'Kirkwood Red' (tardive) et 'Red Lina' (précoce) sont des mutants trouvés en Afrique du Sud.